# Sóng Love

Cách sóng Love di chuyển

Trong động lực học sóng đàn hồi, sóng Love, được đặt tên theo tên của Augustus Edward Hough Love, là sóng mặt phân cực theo chiều ngang. Sóng Love là kết quả của sự giao thoa của nhiều sóng cắt (sóng S) trong môi trường đàn hồi, nó di chuyển 1 nư. Trong địa chấn, sóng Love (cũng được biết đến là sóng Q (Quer: từ tiếng Đức) là sóng địa chấn bề mặt gây ra sự dịch chuyển theo phương ngang của Trái Đất trong một trận động đất. Augustus Edward Hough Love dự đoán sự tồn tại của sóng Love bằng toán học năm 1911. Nó là một loại riêng biệt, khác với các loại sóng địa chấn khác, như sóng P hay sóng S (2 loại sóng khối), hoặc sóng Rayleigh (một loại sóng mặt). Sóng Love di chuyển với tốc độ thấp hơn hơn sóng P - S, nhưng nhanh hơn sóng Rayleigh. Các loại sóng này chỉ được nghiên cứu khi chúng di chuyển trong một môi trường vận tốc thấp hơn chồng lên trên một môi trường có vận tốc cao hơn

## Mô tả
Chuyển động hạt của sóng Love tạo ra một đường ngang vuông góc với chiều lan truyền của sóng (tức là nó là sóng ngang). Khi di chuyển sâu hơn vào trong môi trường, chuyển động có thể giảm thànb "nút" và sau đó luân phiên tăng và giảm. Biên độ, chuyển động hạt tối đa, thường giảm nhanh chóng với độ sâu.
Vì sóng Love lan truyền trên bề mặt của trái Đất, độ mạnh (hoặc biên độ) của những con sóng giảm theo cấp số nhân với độ sâu của một trận động đất. Tuy nhiên, khi chúng được đặt ở bề mặt, biên độ của chúng phân rã chỉ là {\displaystyle {\displaystyle {\frac {1}{\sqrt {r}}}}} {\displaystyle } đại diện cho khoảng cách sóng đã di chuyển từ điểm bắt đầu trận động đất. Sóng mặt do đó phân rã chậm hơn theo khoảng cách so với sóng khối (cái mà di chuyển trong không gian 3 chiều). Trận động đất lớn có thể tạo ra sóng Love di chuyển vòng quanh trái Đất nhiều lần trước khi tan biến.
Vì chúng phân rã rất chậm, sóng Love gây ra thiệt hại nhiều nhất với vùng xa tâm trấn. Chúng là những gì hầu hết mọi người cảm thấy trực tiếp trong một trận động đất.
Trong quá khứ, người ta nghĩ rằng động vậng như chó hay mèo có thể dự đoán động đất trước khi nó xảy ra. Tuy nhiên, chúng chỉ đơn giản là nhạy cảm hơn với rung động mặt đất so với con người, và có thể phát hiện ra sóng khối vì nó di chuyển nhanh hơn sóng Love, ví dụ như sóng P và S

## Lý thuyết cơ bản
Định luật bảo toàn động lượng của vật liệu đàn hồi có thể viết dưới dạng 
{\displaystyle {\displaystyle {\boldsymbol {\nabla }}\cdot ({\mathsf {C}}:{\boldsymbol {\nabla }}\mathbf {u} )=\rho ~{\ddot {\mathbf {u} }}}}
với {\displaystyle } là li độ và {\displaystyle } là tenxơ độ cứng. Sóng Love là một nghiệm đặc biệt ({\displaystyle }) thoả mãn hệ phương trình. Chúng ta thường sử dụng Hệ tọa độ Đề cát ({\displaystyle }) để mô tả sóng Love.
Xét một môi trường co giãn tuyến tính đẳng hướng trong đó có tính đàn hồi chỉ là hàm số theo trục z, tức là, tham số Lame và khối lượng riêng có thể được thể viết dưới dạng {\displaystyle {\displaystyle \lambda (z),\mu (z),\rho (z)}}. Sự dịch chuyển {\displaystyle {\displaystyle (u,v,w)}} được tạo ra bởi sóng Love như là một hàm của thời gian({\displaystyle {\displaystyle t}}) dưới dạng:
{\displaystyle {\displaystyle u(x,y,z,t)=0~,~~v(x,y,z,t)={\hat {v}}(x,z,t)~,~~w(x,y,z,t)=0\,.}}
Đây là do đó sóng cắt không đa chiều vuông góc với mặt phẳng {\displaystyle {\displaystyle (x,z)}}. Hàm số {\displaystyle } có thể được thể hiện như sự chồng chất của sóng điều hòa với số sóng ({\displaystyle {\displaystyle k}}) và tần số ({\displaystyle {\displaystyle \omega }}) thay đổi. Chúng ta hãy xét một sóng điều hoà:
{\displaystyle {\displaystyle {\hat {v}}(x,z,t)=V(k,z,\omega )\,\exp[i(kx-\omega t)]}}
với {\displaystyle }. Ứng suất gây ra bởi những sự dịch chuyển này là
{\displaystyle {\displaystyle \sigma _{xx}=0~,~~\sigma _{yy}=0~,~~\sigma _{zz}=0~,~~\tau _{zx}=0~,~~\tau _{yz}=\mu (z)\,{\frac {dV}{dz}}\,\exp[i(kx-\omega t)]~,~~\tau _{xy}=ik\mu (z)V(k,z,\omega )\,\exp[i(kx-\omega t)]\,.}}
Nếu chúng ta thay thế sự dịch chuyển vào các phương trình bảo toàn động lượng, chúng ta được một phương trìnhtối giản:
{\displaystyle {\displaystyle {\frac {d}{dz}}\left[\mu (z)\,{\frac {dV}{dz}}\right]=[k^{2}\,\mu (z)-\omega ^{2}\,\rho (z)]\,V(k,z,\omega )\,.}}
Giới hạn biên cho sóng Love là lực kéo bề mặt ở bề mặt tự do {\displaystyle {\displaystyle (z=0)}} phải bằng 0. Một yêu cầu là ứng suất trong mặt phẳng yz {\displaystyle {\displaystyle \tau _{yz}}} trong một lớp môi trường vừa phải có tính liên tục ở mặt giao tiếp giữa các lớp. Để chuyển đổi phương trình vi phân bậc 2 của {\displaystyle {\displaystyle V}} thành phương trình bậc 1, chúng ta diễn tả ứng suất này dưới dạng:
{\displaystyle {\displaystyle \tau _{yz}=T(k,z,\omega )\,\exp[i(kx-\omega t)]}}
để thu được phương trình vi phân cấp 1 của định luật bảo toàn động lượng
{\displaystyle {\displaystyle {\frac {d}{dz}}{\begin{bmatrix}V\\T\end{bmatrix}}={\begin{bmatrix}0&1/\mu (z)\\k^{2}\,\mu (z)-\omega ^{2}\,\rho (z)&0\end{bmatrix}}{\begin{bmatrix}V\\T\end{bmatrix}}\,.}}
Phương trình trên mô tả một phương trình Vectơ riêng mà nghiệm có thể tìm được qua Giải tích số. Một cách phổ biến và hiệu quả khác là phương pháp truyền ma trận